# Lake Providence
Lake Providence è un comune degli Stati Uniti d'America, situato nello Stato della Louisiana, in particolare nella parrocchia di East Carroll, della quale è il capoluogo.